# Tamridaea
Tamridaea  es un género monotípico de plantas con flores de la familia de las rubiáceas. Su única especie, Tamridaea capsulifera, es nativa de Socotora.

## Taxonomía
Tamridaea capsulifera fue descrita por (Balf.f.) Thulin & B.Bremner y publicado en Plant Systematics and Evolution 211: 87–89, f. 3, en el año 1998.
Sinonimia
- Mussaenda capsulifera Balf.f. basónimo
- Pseudomussaenda capsulifera (Balf.f.) Wernham[3]